# 前沢牛

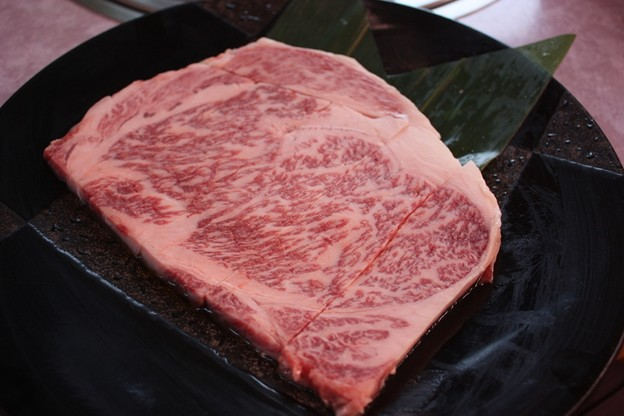
前沢牛リブロース

前沢牛（まえさわぎゅう）は、岩手県奥州市前沢（旧胆沢郡前沢町）で肥育された黒毛和種の和牛が、一定の規格を満たした場合に呼称を許されるブランド牛肉であり、岩手ふるさと農業協同組合（JA岩手ふるさと）の登録商標である。
三大和牛の一つとされる。

## 定義
生産者
生産者は、岩手県奥州市前沢に住所を有する者、または、同地区に所在地のある法人に限る（これを「生産者」とする）。
品種
牛が黒毛和種であること。
子牛
牛の出生地が確認できること。全国和牛登録協会発行の子牛登記証、または、これに準ずる証明書等が必要。
肥育期間
「生産者」が1年以上飼養すること。
肥育地
出生から屠畜までの期間内において、前沢区内の飼養期間が最長であり、かつ最終飼養地であること。
トレーサビリティ
「牛肉トレーサビリティ法」を遵守し、牛の情報を記録し、いつでも確認できる状況にしておくこと。
流通
岩手ふるさと農業協同組合を経由して販売すること。
以上のような定義を満たした牛から採られた枝肉が、以下のような格付けを満たすと「前沢牛」との呼称が許される。
格付け
日本食肉格付協会枝肉取引規格において、肉質等級が「4」以上、歩留等級が「A」または「B」
|             |   | 歩留等級 | 歩留等級 | 歩留等級 |
| A           | B | C        |          |          |
| ----------- | - | -------- | -------- | -------- |
| 肉 質 等 級 | 5 | 前沢牛   | 前沢牛   |          |
| 肉 質 等 級 | 4 | 前沢牛   | 前沢牛   |          |
| 肉 質 等 級 | 3 |          |          |          |
| 肉 質 等 級 | 2 |          |          |          |
| 肉 質 等 級 | 1 |          |          |          |

## 歴史
岩手県では古くから牛の飼育が盛んであったが、主に農業の労働力を補う家畜という要素が強く、生産規模も零細農家が多かった。しかし、1970年代から徐々に肉牛としての生産が活発化し、1980年代には全国肉用牛枝肉共励会にて名誉賞を獲得した。

## 系統
- 種雄牛に「菊谷」「恒徳」といった但馬牛を用いる。